# Greisdorf
Greisdorf ist eine Ortschaft und eine Katastralgemeinde von Sankt Stefan ob Stainz in der westlichen Steiermark. Greisdorf war bis Ende 2014 auch eine Gemeinde mit 966 Einwohnern (Stand 2014) im Bezirk Deutschlandsberg (Gerichtsbezirk Deutschlandsberg) in der Steiermark. Mit 1. Jänner 2015 wurde sie im Rahmen der steiermärkischen Gemeindestrukturreform mit den Gemeinden St. Stefan ob Stainz und Gundersdorf zusammengeschlossen, die neue Gemeinde führt den Namen St. Stefan ob Stainz weiter.

## Geografie

### Lage
Greisdorf liegt im Weststeirischen Hügelland (Region Stainz-Reinischkogel) und besteht aus der gleichnamigen Katastralgemeinde. Bis 2014 bestand die ehemalige Gemeinde Greisdorf den Ortschaften Greisdorf, Steinreib, Sommereben und Wald in der Weststeiermark. Bekanntester Fluss der Gemeinde ist der Stainzbach.

### Gemeindegliederung
Greisdorf besteht aus den Katastralgemeinden Greisdorf und Steinreib. Die Ortsteile Steinreib, Niedergrail, Hochgrail und Greisbach kamen erst im Rahmen der Gemeindezusammenlegung (als Teile der früheren Gemeinde Wald in Weststeiermark) mit 1. Jänner 1968 zur Gemeinde Greisdorf. Der ursprüngliche Name dieser Gemeinde, Wald, war mit 1. Juni 1951 in Wald in Weststeiermark geändert worden.
Greisdorf umfasst folgende vier Ortschaften (in Klammern Einwohnerzahl Stand 31. Oktober 2011):
- Greisdorf (462)
- Sommereben (210)
- Steinreib (313)
- Wald in der Weststeiermark (34)

### Nachbarorte
|             | Ligist                                      |             |
| Edelschrott | Kompassrose, die auf Nachbargemeinden zeigt | Gundersdorf |
|             | Marhof                                      | St. Stefan  |

## Geschichte
Der Name Greisdorf wird (wie Grail, Gralla, Crailsheim) von einem althochdeutschen Rufnamen C(h)rowil oder von ahd. chrouwil 'Werkzeug zum Kratzen', 'Gabel mit umgebogenen Zinken' abgeleitet.
In Sommereben, auf der Glaserwiese beim Gasthof Klugbauer, wurde ein fast 400 Jahre alter Glaserzeugungsbetrieb durch das Burgmuseum Archeo Norico Deutschlandsberg freigelegt. Der Betrieb, dessen Werkshalle etwa 240 m² groß war, gehörte dem Stift Stainz, er wurde um 1658 eingestellt. Erhalten sind zwei Schmelztiegel, Feuerungslüftungen, Aschenfall, Mischkoje und Kühlofen, auch ein Teil des ursprünglichen Lärchenholzbodens ist zu erkennen. Einer der Schmelztiegel ist ungefähr 35 × 35 cm groß. Die Anlage wird als besterhaltene Glasofenanlage in Mitteleuropa geschildert. Im 17. Jahrhundert sind im Gebiet von Greisdorf mehrere Glaserzeugungsbetriebe belegt, so erwarb der Bauer Leski 1693 eine Glashütte, für die er bis 1732 Zins entrichtete. Grundstücke namens Gloserwiese sind beim Bauernhof Klugbauer, wo 2011/12 Reste der Anlage freigelegt waren, und beim Hof vlg. Klughiasl (Konradwiese, Klughansl) dokumentiert, wo Umrisse von Glasöfen und Betriebsgebäuden sichtbar sind.
Die Messkapelle Mariä Heimsuchung in Sommereben wurde 1811 errichtet. Am ausgetrockneten Bachbett unterhalb von ihr wird eine Stelle als „versunkene Kapelle“ bezeichnet. Es wird vermutet, dass dort ein vorchristliches Wasserheiligtum lag. Das Kirchengebäude wurde 2019 renoviert und am 7. Juli 2019 feierlich eingeweiht. Der Kohlweg erinnert an die Holzkohleproduktion im Gebiet, dessen Kohle für die Hammerwerke in Ligist verwendet wurde. Am Kohlweg befindet sich eine Grabstätte aus dem 3. Jahrhundert n. Chr. Ein Weg zum Anwesen vlg. Klugbauer ist als Bürstenweg angelegt: Diese Art von Wegen hat eine Oberfläche aus senkrecht gestellten kleinen Steinplatten. Die Konstruktion bewirkt, dass Wasser (z. B. bei starken Gewitterregen) rasch ablaufen kann, ohne die Wegoberfläche zu zerstören. Lagen aus senkrecht gestellten Steinplatten (Steinbürsten) wurden in Mitteleuropa bis in das 20. Jahrhundert als Unterbau für Straßen verwendet.
Die Hahnhofhütte ist der Nachfolgebau des Hahnhofes aus 1820, der 1945 abbrannte. Er war nach dem im Gebiet lebenden Auerwild benannt.

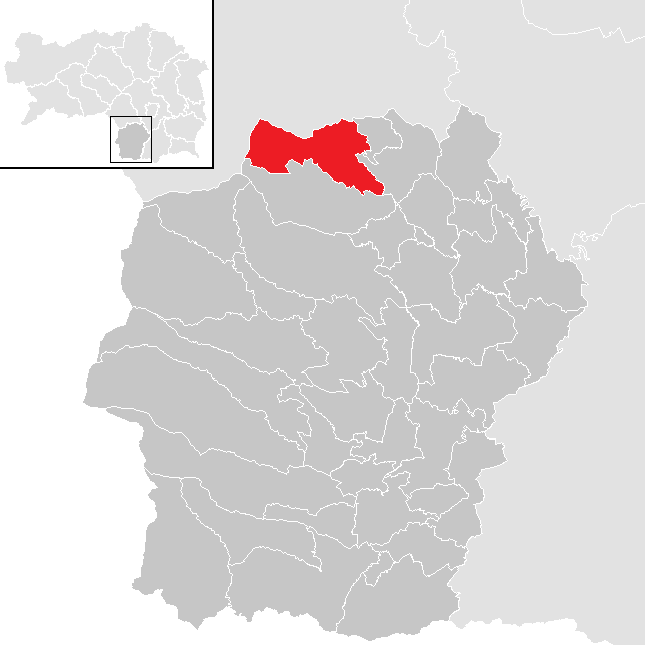
Lage der früheren Gemeinde Greisdorf im Bezirk Deutschlandsberg mit den Gemeindegrenzen bis Ende 2014

Am nationalsozialistischen Juliputsch 1934 waren auch etwa ein Dutzend Greisdorfer beteiligt. Sie hatten sich am 25. Juli bei der Kapelle in Sommereben gesammelt und waren anschließend unter Führung zweier Lehrer der Sommerebnerschule nach St. Stefan und von dort weiter nach Stainz marschiert. Einige von ihnen nahmen spätabends am zweiten von Stainz aus initiierten Versuch teil, den Gendarmerieposten in Gams zu stürmen. Als auch dieser misslungen war, entwaffnete der NS-Stosstrupp, dem die Sommerebner angehörten, am 26. Juli gegen 0:15 Uhr auf der Weiterfahrt nach Frauental nahe der Porzellanfabrik eine aus drei Mann bestehende Straßensicherung der Heimwehr und nahm die Männer als Geiseln. Um ihren Kameraden zu helfen, eilte eine in der Porzellanfabrik stationierte Heimwehrabteilung heran und wurde von den Nationalsozialisten beschossen, wobei ihr Kommandant den Tod fand. Die Nationalsozialisten fuhren nach diesem tragischen Zwischenfall unter Mitnahme ihrer Gefangenen wieder nach Stainz zurück.
Pfarrlich gehört Greisdorf zur Pfarre St. Stefan ob Stainz.

## Bevölkerung

### Bevölkerungsstruktur
Das Gebiet von Greisdorf hatte laut Volkszählung 2001 1.055 Einwohner. 99,2 % der Bevölkerung besaßen die österreichische Staatsbürgerschaft. Zur römisch-katholischen Kirche bekannten sich 90,6 % der Einwohner, 3,5 % waren evangelisch, 4,5 % ohne religiöses Bekenntnis.

### Bevölkerungsentwicklung
Greisdorf verzeichnet seit dem Ende des 19. Jahrhunderts einen Bevölkerungsrückgang. Mit Ausnahme kurzer Wachstums- oder Stabilisierungsphasen fiel die Bevölkerungszahl kontinuierlich von 1310 (1869) auf 1027 (2011) zurück.
| Greisdorf                 | 472 |
| Steinreib                 | 321 |
| Sommereben                | 236 |
| Wald i. d. Weststeiermark | 026 |

## Kultur und Sehenswürdigkeiten
Siehe auch: Liste der denkmalgeschützten Objekte in Sankt Stefan ob Stainz

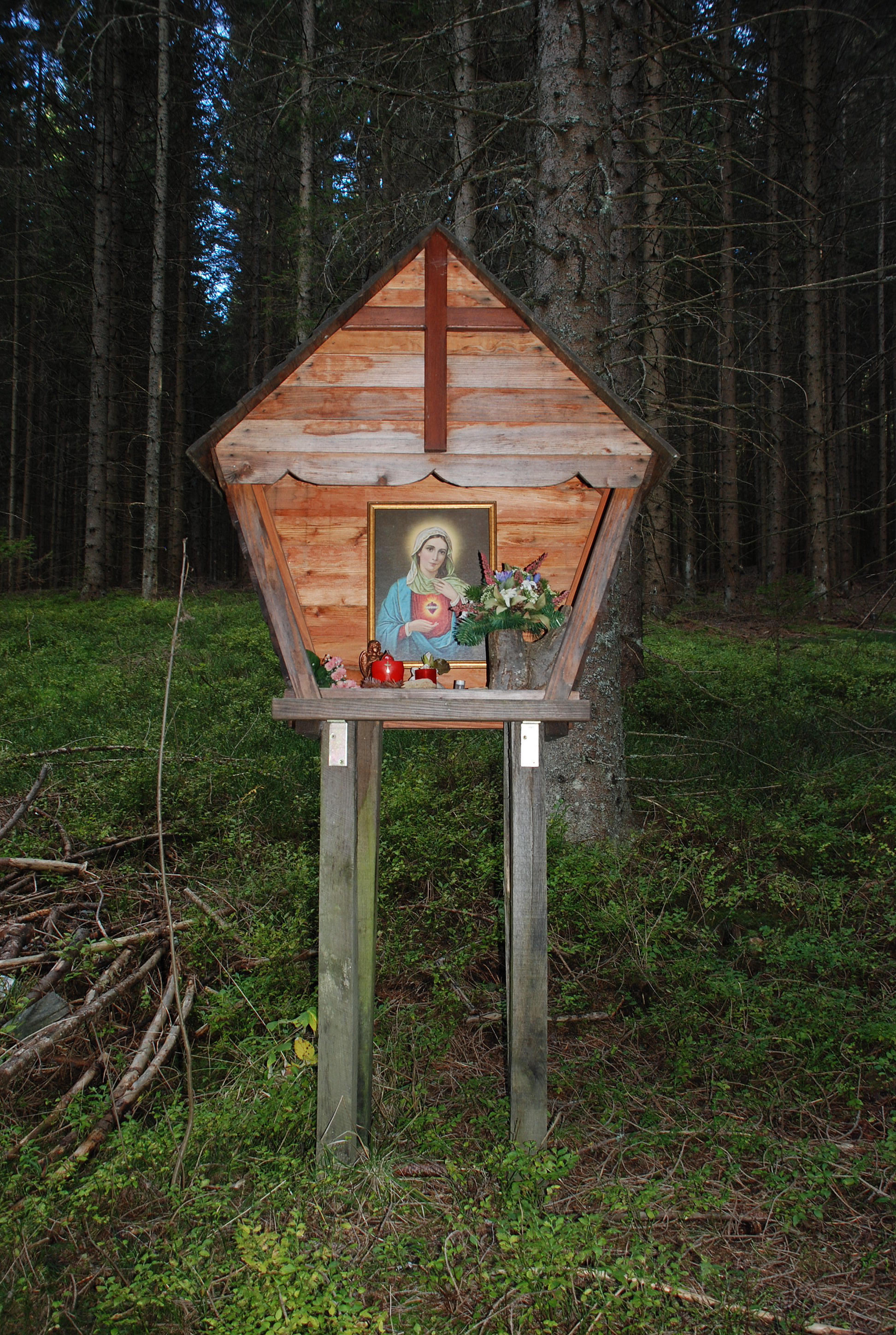
Bildstock bei der Dornermühle

In Greisdorf liegen eine Reihe von Wanderwegen, welche kulturelle Sehenswürdigkeiten verbinden, so die Reste der Glashüttenanlagen beim Klugbauer und bei der Dornermühle im Klughanslwald. Bei der Dornermühle liegt auf 1045 m Seehöhe ein Bildstock in einer selten vorkommenden fünfeckigen Form. Dieser Bildstock besteht vollständig aus Holz, er ist etwa 110 cm hoch und 100 cm breit. Für die Gemeinde sind 79 Kreuze, Bildstöcke und kleinere Kapellen dokumentiert.
Greisdorf gehört zum Tourismusverband „Schilcherland Stainz-Reinischkogel“, der die Gemeinden Stainz, Greisdorf, Marhof, Sankt Stefan ob Stainz, Gundersdorf, Georgsberg, St. Josef, Rassach und Stainztal. Besonderes Augenmerk wird auf den Anbau von Schilcher-Trauben gelegt.

## Wirtschaft und Infrastruktur
Laut Arbeitsstättenzählung 2001 gibt es 28 Arbeitsstätten mit 99 Beschäftigten in Greisdorf sowie 334 Auspendler und 43 Einpendler. Wichtigster Arbeitgeber in Greisdorf ist das Beherbergungs- und Gaststättenwesen. Es gibt 114 land- und forstwirtschaftliche Betriebe (davon 34 im Haupterwerb), die zusammen 1.660 ha bewirtschaften (1999).
Die Volksschule in Sommereben wurde im Sommer 2013 nach 202 Jahren geschlossen. Sie war 1811 mit sechs Kindern gegründet worden, der Unterricht erfolgte zunächst in der Gregerbauernkeusche. 1846 war ein erstes Schulhaus errichtet worden, 1872 erhielt die Schule das Öffentlichkeitsrecht. Zu Spitzenzeiten hatte sie 120 Schüler, 1999/2000 waren es noch 43, im letzten Schuljahr nur mehr neun (davon fünf in der vierten und letzten Klasse und vier in der zweiten Klasse). Die am längsten tätigen Schulleiter waren Gert Langusch 1965–1980 und Othmar Haiden 1981–2010.

## Politik

### Gemeinderat
In der Gemeinde Greisdof verfügte die ÖVP mit 76,50 % bei den Wahlen zum Gemeinderat über eine bequeme absolute Mehrheit. Gegenüber den Wahlen 2005 konnte sie 11,69 % und 2 Mandate zulegen. Der Rest entfiel auf die SPÖ.

### Wappen
Die Gemeinde Greisdorf erhielt das Recht zur Führung eines Gemeindewappens am 4. November 1985. Es zeigt auf blauem Grund eine goldene Pressspindel.

## Persönlichkeiten

### Ehrenbürger
- 1986 Josef Krainer (1930–2016), Landeshauptmann

## Historische Landkarten

Greisdorf und seine Umgebung in den drei Landesaufnahmen in der Zeit von ca. 1789 bis 1910
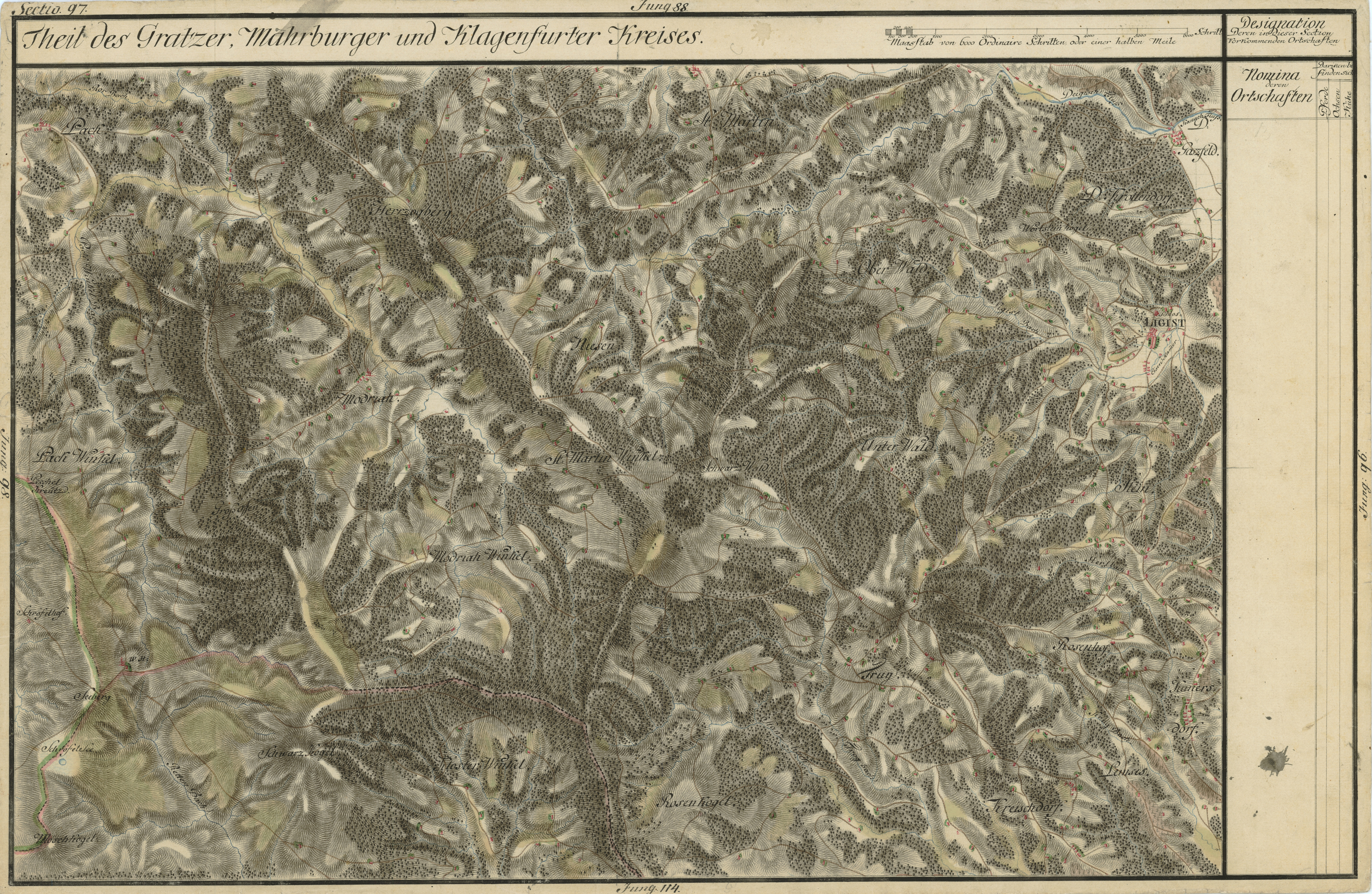
Das Gebiet von Greisdorf in der Josephinischen Landesaufnahme, ca. 1789
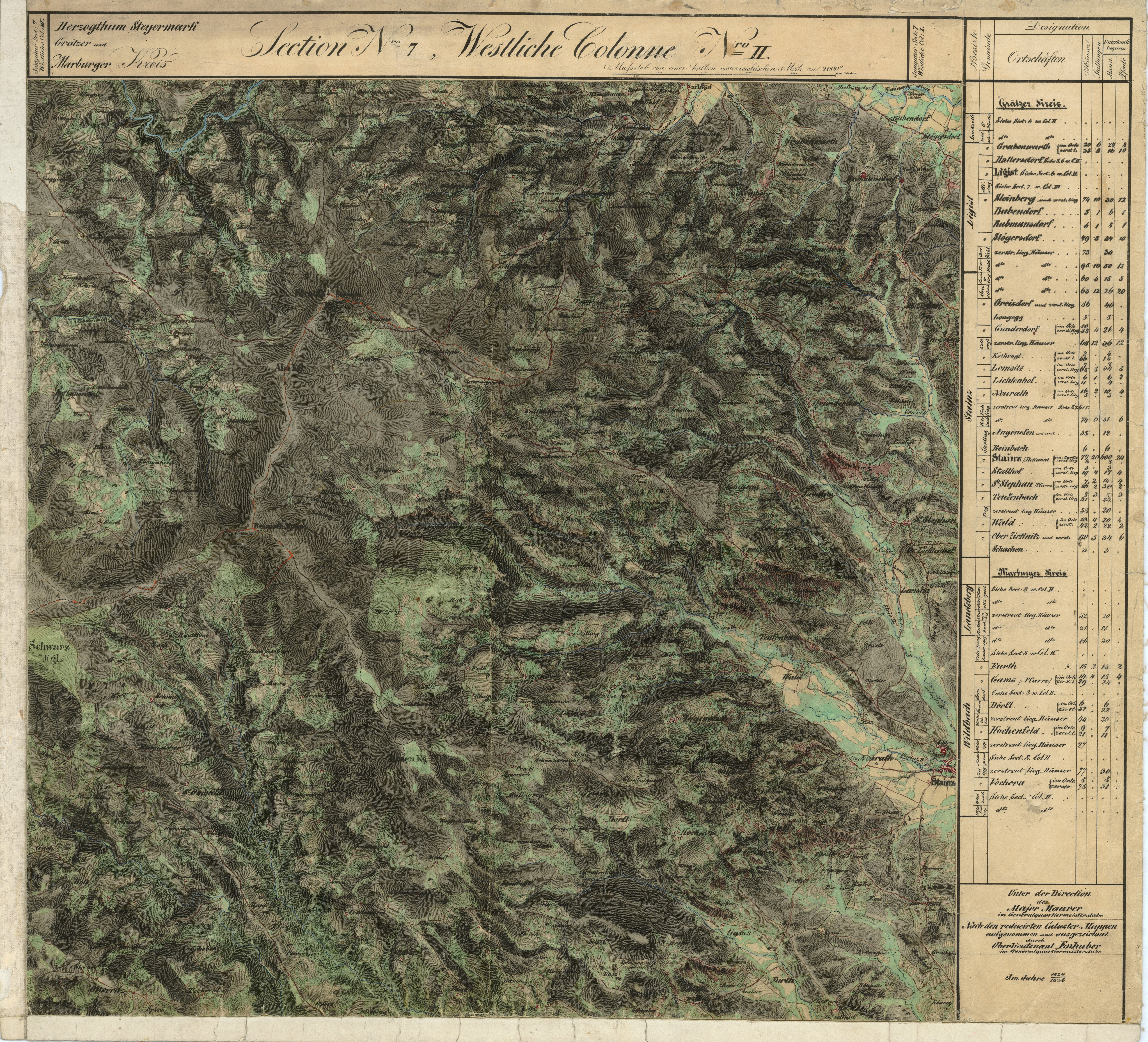
Greisdorf ca. 1835
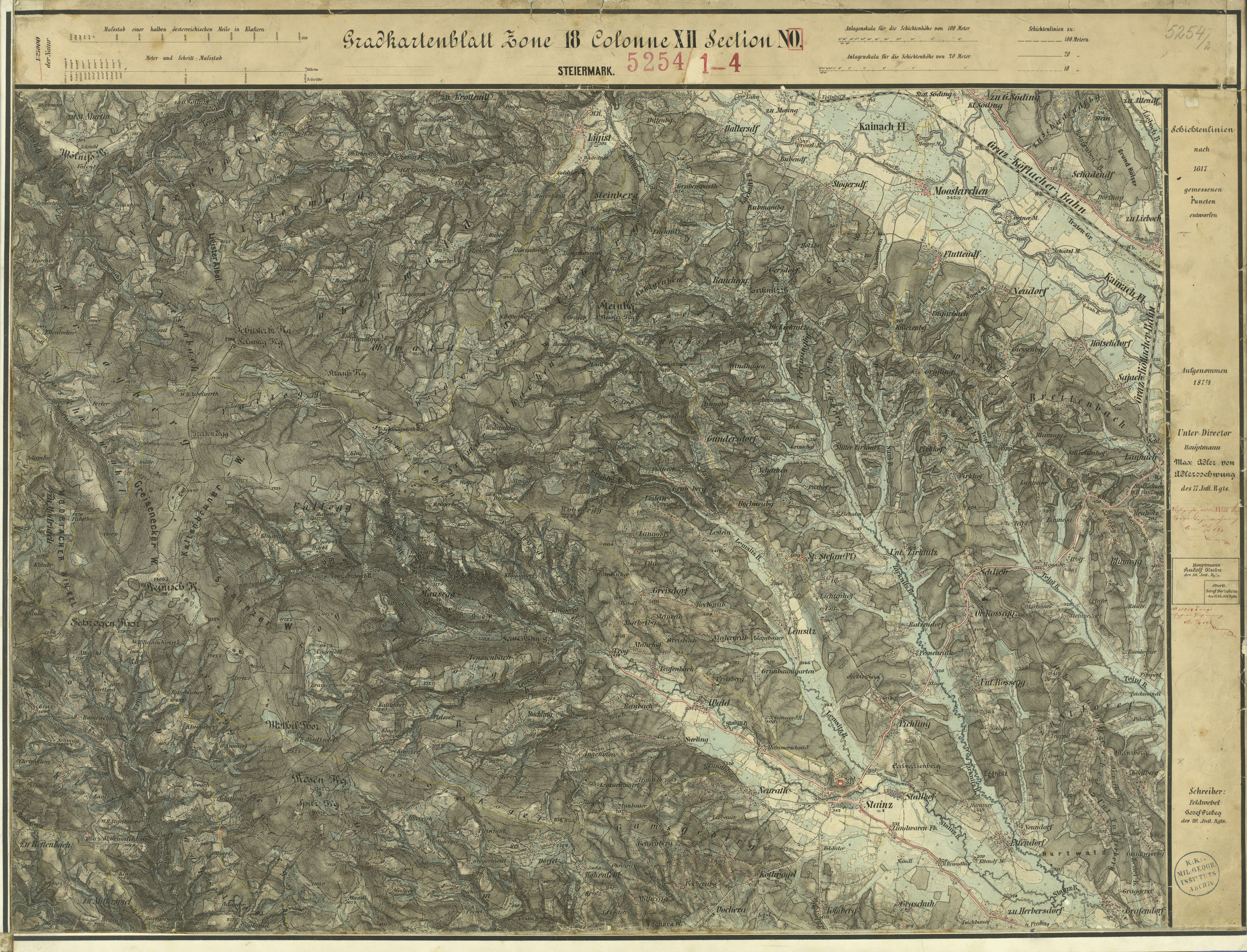
Greisdorf und Umgebung: Stainz, Rosenkogel, Reinischkogel, Aufnahmeblatt 1:25.000 der Landesaufnahme um 1878
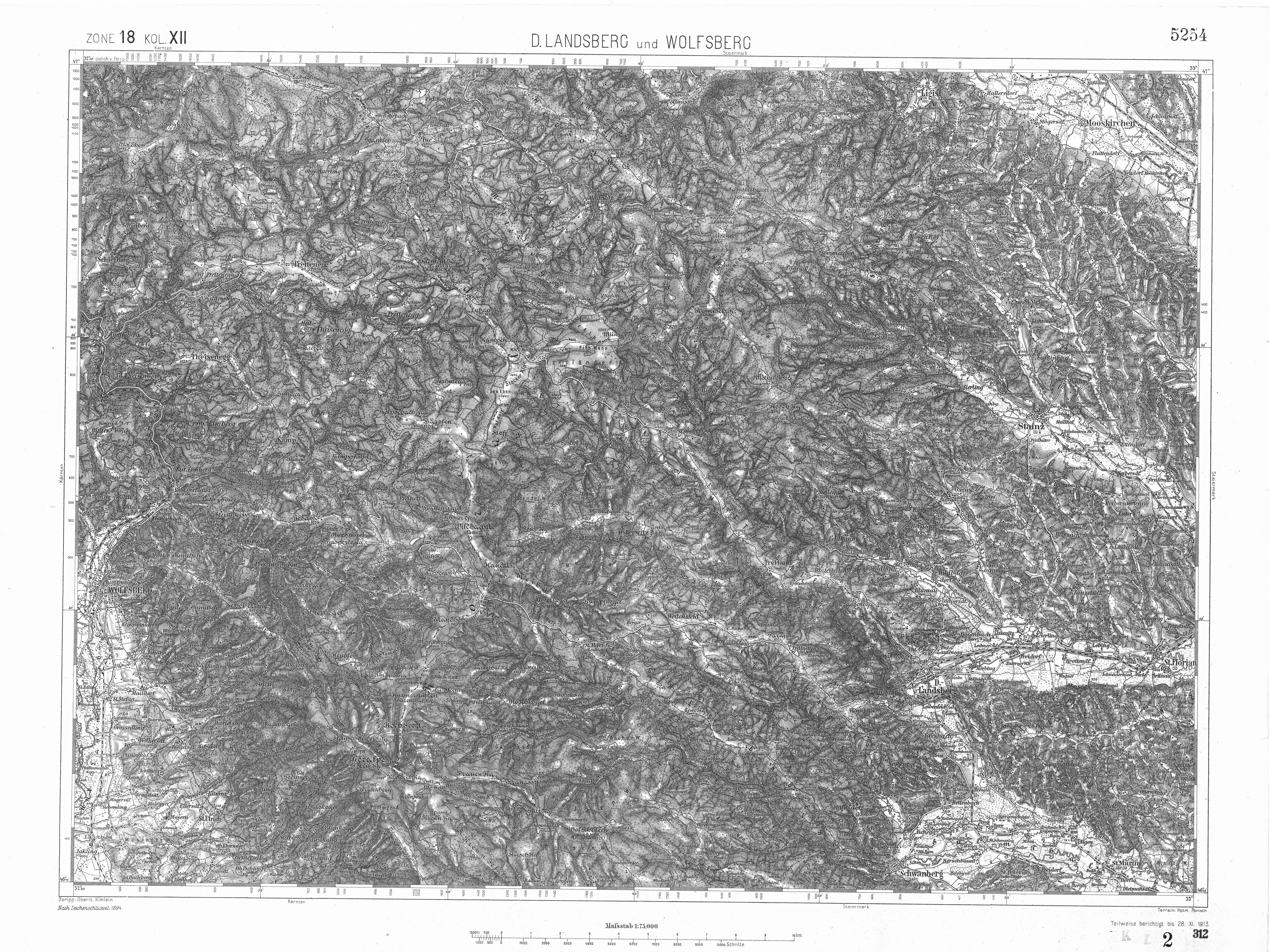
Spezialkarte 1:75.000 der franzisco-josephinischen Landesaufnahme, ca. 1910